# Răzvan Șelariu
Răzvan Dorin Șelariu (Reșița, 2 de noviembre de 1983) es un deportista rumano que compitió en gimnasia artística.
Participó en dos Juegos Olímpicos de Verano, obteniendo una medalla de bronce en Atenas 2004, en la prueba por equipos, y el séptimo lugar en Pekín 2008, en la misma prueba.
Ganó siete medallas en el Campeonato Europeo de Gimnasia Artística entre los años 2004 y 2008.

## Palmarés internacional
| Juegos Olímpicos   | Juegos Olímpicos      | Juegos Olímpicos  | Juegos Olímpicos     |
| Año                | Lugar                 | Medalla           | Prueba               |
| ------------------ | --------------------- | ----------------- | -------------------- |
| 2004               | Atenas (Grecia)       | Medalla de bronce | Concurso por equipos |
| Campeonato Europeo |                       |                   |                      |
| Año                | Lugar                 | Medalla           | Prueba               |
| 2004               | Liubliana (Eslovenia) | Medalla de oro    | Concurso por equipos |
| 2005               | Debrecen (Hungría)    | Medalla de plata  | Concurso individual  |
| 2005               | Debrecen (Hungría)    | Medalla de plata  | Suelo                |
| 2005               | Debrecen (Hungría)    | Medalla de bronce | Salto de potro       |
| 2006               | Volos (Grecia)        | Medalla de plata  | Concurso por equipos |
| 2008               | Lausana (Suiza)       | Medalla de plata  | Suelo                |
| 2008               | Lausana (Suiza)       | Medalla de bronce | Concurso por equipos |